# Henotesia eliasis
Henotesia eliasis är en fjärilsart som beskrevs av William Chapman Hewitson 1866. Henotesia eliasis ingår i släktet Henotesia och familjen praktfjärilar. Inga underarter finns listade i Catalogue of Life.